# 奧地利的瑪麗亞·特蕾莎 (1816-1867)
奧地利的瑪麗亞·特蕾莎（德語：Maria Theresia von Österreich，1816年7月31日—1867年8月8日），兩西西里王后，1837年至1859年在位。
瑪麗亞·特蕾莎的父親是神聖羅馬皇帝利奧波德二世的第三子、泰申公爵卡爾大公，母親是拿騷-威爾堡親王腓特烈·威廉的女兒亨麗埃特。

## 家庭
1837年，瑪麗亞·特蕾莎與兩西西里國王費迪南多二世結婚，兩人共有5子4女：
1. 路易吉（1838年—1886年）
2. 阿方索（1841年—1934年）
3. 瑪麗亞·安農齊亞塔（1843年—1871年）
4. 瑪麗亞·伊瑪科拉塔（1844年—1899年）
5. 加埃塔諾（1846年—1871年）
6. 瑪麗亞·皮婭（1849年—1882年）
7. 帕斯夸萊（1852年—1904年）
8. 瑪麗亞·路易莎（1855年—1874年），早逝
9. 雅納略（1857年—1867年），早逝